# Noruega en los Juegos Europeos de Minsk 2019
Noruega participó en los Juegos Europeos de Minsk 2019. Responsable del equipo nacional fue el Comité Olímpico Noruego.

## Medallistas
El equipo de Noruega obtuvo las siguientes medallas:
| Nombre         | Deporte            | Competición |
| -------------- | ------------------ | ----------- |
| Oro            |                    |             |
| —              |                    |             |
| Plata          |                    |             |
| —              |                    |             |
| Bronce         |                    |             |
| Felix Baldauf  | Lucha grecorromana | 97 kg M     |
| Iselin Solheim | Lucha libre        | 76 kg F     |